# Gran Premio Nobili Rubinetterie 2002
Il Gran Premio Nobili Rubinetterie 2002, quinta edizione della corsa, si svolse il 21 luglio 2002 su un percorso di 177 km. La vittoria fu appannaggio dell'estone Andrus Aug, che completò il percorso in 3h57'00", precedendo gli italiani Ivan Quaranta e Daniele Bennati.

## Ordine d'arrivo (Top 10)
| Pos. | Corridore         | Squadra                    | Tempo    |
| ---- | ----------------- | -------------------------- | -------- |
| 1    | Andrus Aug        | De Nardi-Pasta Montegrappa | 3h57'00" |
| 2    | Ivan Quaranta     | Index-Alexia Alluminio     | ?        |
| 3    | Daniele Bennati   | Acqua & Sapone             | ?        |
| 4    | Saulius Ruškys    | Team Gerolsteiner          | ?        |
| 5    | Moreno Di Biase   | Formaggi Trentini          | ?        |
| 6    | Massimiliano Mori | Mercatone Uno              | ?        |
| 7    | Harald Morscher   | Nürnberger Versicherung    | ?        |
| 8    | Sebastiano Scotti | Index-Alexia Alluminio     | ?        |
| 9    | Roger Hammond     | Palmans-Collstrop          | ?        |
| 10   | Aldo Zanetti      | Cage Maglierie-Olmo        | ?        |